# Badische X b
Die Dampflokomotiven der Gattung X b der Großherzoglichen Badischen Staatsbahn waren Rangier-Tenderlokomotiven mit der Achsfolge D. 98 Fahrzeuge wurden von 1907 bis 1921 in sieben Bauserien beschafft. 1925 wurden 90 Stück von der Deutschen Reichsbahn als Baureihe 922–3 in ihren Nummernplan eingeordnet. Von diesen wurden 80 durch die Deutsche Bundesbahn und zwei durch die Deutsche Reichsbahn übernommen. Bis 1966 wurden alle Lokomotiven ausgemustert.

## Geschichte
Mitte der 1900er Jahre waren die bisherigen dreifachgekuppelten Lokomotiven der Gattungen VII a und X a durch die steigenden Anforderungen an den Rangierdienst an die Grenze ihrer Leistungsfähigkeit gelangt. Der Versuch mit der vierfachgekuppelten VIII d war wegen des wartungsaufwändigen Hagans-Triebwerkes kein Erfolg.
Das von Oberbaurat Alexander Courtin vorgegebene Konzept einer vierfach gekuppelten Nassdampf-Rangierlokomotive wurde 1907 von der Maschinenbau-Gesellschaft Karlsruhe umgesetzt. Die Lokomotiven konnten in der Ebene einen 720 t schweren Zug mit 45 km/h und einen 100-t-Zug bei 20 ‰ mit 35 km/h ziehen.
Bis 1909 wurden in zwei Lieferserien 32 Lokomotiven geliefert. Bei den ab 1914 gelieferten Lokomotiven wurden kleinere Veränderungen vorgenommen. Von den neun Lokomotiven der fünften Lieferserie kam nur eine Lokomotive zur Badischen Staatsbahn, die übrigen acht Lokomotiven mussten als Reparationsleistung nach dem Ersten Weltkrieg abgegeben werden. Die nach Belgien abgegebenen Lokomotiven erhielten bei der Nord Belge die Nummern 681 bis 686. Bei der SNCB wurden die Maschinen später in die Baureihe 91 eingeordnet. Die nach Frankreich abgegebenen X b wurden bei der État als 40.901 und 40.902 bezeichnet.
1919 wurden 20 Maschinen von der Maschinenbau-Gesellschaft geliefert. Maffei fertigte dann als abschließende siebente Serie 1921 noch einmal 30 Lokomotiven. Von der Deutschen Reichsbahn wurden die Maschinen in die Baureihe 922-3 eingeordnet. Erste Ausmusterungen begannen 1933. 1937 wurde die 92 242 an die Hohenzollerische Landesbahn abgegeben und war dort bis 1955 als Nr. 14 im Einsatz. Sämtliche Lokomotiven waren bis zum Ende des Zweiten Weltkrieges im Bereich der Reichsbahndirektion Karlsruhe zu finden. Im Bestand der Deutschen Bundesbahn waren 1953 74 verzeichnet. In den folgenden Jahren begann eine verstärkte Ausmusterung der Lokomotiven. Bis 1959 verringerte sich die Zahl der Lokomotiven auf 47 und bis 1963 auf 13. Am 25. April 1966 wurde die 92 319 als letzte ihrer Gattung aus dem aktiven Betriebsdienst genommen. Die beiden bei der Deutschen Reichsbahn vorhandenen Lokomotiven 92 214 und 92 310 wurden bis 1955 verkauft und danach als Werkslokomotiven eingesetzt.
Die an Belgien abgegebene Lok Nr. 175, später Nord Belge 684, wurde 1986 im Schrottzustand vom Museum für Verkehr und Technik erworben. Heute gehört die Lokomotive zum Bestand des Eisenbahnmuseum Neustadt/Weinstraße.

## Konstruktive Merkmale
Die Lokomotive verfügte über einen Blechrahmen aus durchlaufenden 21 mm dicken Platten. Versteifungen wurden durch Längs- und Querrippen erreicht. Ein zwischen den Rahmenwangen angeordneter T-förmiger Wasserkasten diente ebenfalls der Versteifung.
Der Crampton-Kessel bestand aus zwei Schüssen. Auf dem vorderen Schuss saßen zwei Dampfdome mit einem Verbindungsrohr. Dadurch wurde ein Überreißen des Wassers vermieden. Auch die Elastizität des Kessels bei unterschiedlichen Anhängelasten wurden damit verbessert. Auf dem hinteren Schuss saß der Sandkasten und das Pop-Sicherheitsventil. Durch die hohe Kessellage konnte der Stehkessel über dem Rahmen angeordnet werden. Die Feuerbüchse war aus Kupfer. Das außenliegende waagerecht angeordnete Zweizylinder-Nassdampftriebwerk arbeitete auf die dritte Kuppelachse. Die Kolbenstange wurde vorn und hinten geführt. Die außenliegende Heusinger-Steuerung besaß Hängeeisen. Die Umsteuerung erfolgte durch Handhebel.
Das Laufwerk war an vier Punkten abgestützt. Die Federn befanden sich unterhalb der Achslager. Die beiden Blattfederpakete der beiden vorderen und der beiden hinteren Radsätze waren mittels Ausgleichshebeln miteinander verbunden. Der zweite und vierte Radsatz waren 25 mm nach jeder Seite verschiebbar. Die Lokomotiven verfügten über eine Westinghouse-Druckluftbremse. Dazu besaßen die Maschinen eine Handhebelbremse. Die Bremsen wirkten auf alle Kuppelräder von vorn.
Die Brüggemann-Sandeinrichtung sandete den dritten Kuppelradsatz bei Vor- und Rückwärtsfahrt. Für den Einsatz im Hafen Mannheim wurden die Lokomotiven mit einem Funkenfänger versehen. Die Maschinen verfügten über eine Dampfheizungseinrichtung.